# سعدي الحديثي
الدكتور سعدي الحديثي هو فنان عراقي، ينتسب لمدينة حديثة في محافظة الأنبار غرب العراق. اشتهر بغناء الأغاني الريفية والبدوية.
انتمى سابقا إلى الحزب الشيوعي العراقي ولهذا السبب تعرض للسجن في سجن نقرة السلمان مع مظفر النواب في مطلع عام 1964، ثم قضى 17 شهر في الحبس إلى أن حكم بالسجن 6 أشهر، وغادر السجن عام 1966.

## دراسته وعمله
درس في ثانوية الشعب في الكاظمية ببغداد، ثم درس في قسم اللغة الإنكليزية في كلية الآداب بجامعة بغداد للفترة من عام 1966 حتى تخرج عام 1970. عمل في إذاعة صوت أمريكا مديرا لقسم تراث غرب آسيا وشمال أفريقيا وحاصل على شهادة الدكتوراه في هذا المجال.
حاصل على شهادة الدكتوراه من جامعة لندن عام 1984.
عاد إلى العراق عام 2009 ، وحاليا متقاعد وبدرجة خبير في وزارة الثقافة.
يعمل تدريسيا قسم التراث الثقافي العربي في الجامعة الأمريكية في الشارقة في دولة الإمارات العربية المتحدة.

## مؤلفاته
- أغاني الجوبي في أعالي الفرات، وهي أطروحته لشهادة الدكتوراه.[2]
- ترجم نصوصا عن الأدب السوفييتي ونشرها في كتاب، صدر عام 1968.[2][3]
- جذور الغناء في الثقافة العراقية.